# Ashrafpur Kichhauchha
Ashrafpur Kichhauchha is een nagar panchayat (plaats) in het district Ambedkar Nagar van de Indiase staat Uttar Pradesh. 

## Demografie
Volgens de Indiase volkstelling van 2001 wonen er 13.420 mensen in Ashrafpur Kichhauchha, waarvan 51% mannelijk en 49% vrouwelijk is. De plaats heeft een alfabetiseringsgraad van 46%. 